# Pravougli trougao
Pravougli trougao je trougao koji sadrži jedan prav ugao. Stranica naspram (suprotna stranica od pravog ugla) pravog ugla je hipotenuza, dok su stranice koje formiraju (prave) ugao od 90 stepeni katete. Postoji više tipova pravouglih trouglova.
Prvi tip pravouglog trougla je trougao koji sadrži jedan pravi ugao i dva ugla čiji je zbir 90 stepeni. 
Drugi tip pravouglog trougla je trougao čiji su uglovi 90, 60 i 30 stepeni. Ovaj trougao će se često pominje u zadacima u kojima je geometrijski objekat trapez. Osobina ovog trougla je da ugao od 60 stepeni na kome se nalazi hipotenuza i kateta, da ta ista hipotenuza ima 2 puta veću dužinu od te katete.
Treći tip pravouglog trougla je trougao čiji je jedan ugao 90 stepeni, a druga dva po 45 stepeni. Ovaj trougao se naziva jednakokrako pravougli. Njega ne treba mešati sa jednostraničnim trouglom.

## Glavna svojstva

### Površina
Kao i kod svih drugih trouglova, površina je jednaka polovine baze pomnožene odgovarajućom visinom. U pravouglom trouglu, ako se jedna kateta uzme kao osnovica onda je druga kateta visina, tako da je površina pravouglog trougla polovina proizvoda krakova. Formula površine P je
{\displaystyle P={\tfrac {1}{2}}ab}
gde su a i b katete pravouglog trougla.
Za upisani krug je hipotenuza AB tangenta u tački P. Označavajući poluobim (a + b + c) / 2 sa s, sledi da je PA = s − a i PB = s − b i površina je data sa
{\displaystyle P={\text{PA}}\cdot {\text{PB}}=(s-a)(s-b).}
Ova formula važi samo za pravougli trougao.

## Karakteristike
Trougao ABC sa stranama {\displaystyle a\leq b<c}, poluperimetrom s, površinom T, visinom h nasuprot najduže strane, prečnikom opisanog kruga R, poluprečnikom upisanog kruga r, poluprečnicima spoljašnjih krugova ra, rb, rc (tangencijalnih na a, b, c respektivno), i medijana ma, mb, mc je pravougli trougao ako i samo ako je bilo koja izjava u sledećim kategorijama tačna. Sve one su svojstva pravouglog trougla, tako da su ove karakterizacije ekvivalentne.

### Strane i poluperimetar
- {\displaystyle \displaystyle a^{2}+b^{2}=c^{2}\quad ({\text{Pitagorina teorema}})}
- {\displaystyle \displaystyle (s-a)(s-b)=s(s-c)}
- {\displaystyle \displaystyle s=2R+r.}[2]
- {\displaystyle \displaystyle a^{2}+b^{2}+c^{2}=8R^{2}.}[3]

### Uglovi
- A i B su komplementarni.[4]
- {\displaystyle \displaystyle \cos {A}\cos {B}\cos {C}=0.}[3][5]
- {\displaystyle \displaystyle \sin ^{2}{A}+\sin ^{2}{B}+\sin ^{2}{C}=2.}[3][5]
- {\displaystyle \displaystyle \cos ^{2}{A}+\cos ^{2}{B}+\cos ^{2}{C}=1.}[5]
- {\displaystyle \displaystyle \sin {2A}=\sin {2B}=2\sin {A}\sin {B}.}

### Površina
- {\displaystyle \displaystyle P={\frac {ab}{2}}}
- {\displaystyle \displaystyle T=r_{a}r_{b}=rr_{c}}
- {\displaystyle \displaystyle T=r(2R+r)}
- {\displaystyle T=PA\cdot PB,} gde je P tangencijalna tačka unutrašnjeg kruga na najdužoj stranici AB.[6]

### Poluprečnici unutrašnjeg i spoljašnjih krugova[7]
- {\displaystyle \displaystyle r=s-c=(a+b-c)/2}
- {\displaystyle \displaystyle r_{a}=s-b=(a-b+c)/2}
- {\displaystyle \displaystyle r_{b}=s-a=(-a+b+c)/2}
- {\displaystyle \displaystyle r_{c}=s=(a+b+c)/2}
- {\displaystyle \displaystyle r_{a}+r_{b}+r_{c}+r=a+b+c}
- {\displaystyle \displaystyle r_{a}^{2}+r_{b}^{2}+r_{c}^{2}+r^{2}=a^{2}+b^{2}+c^{2}}
- {\displaystyle \displaystyle r={\frac {r_{a}r_{b}}{r_{c}}}}

## Literatura
- Weisstein, Eric W. „Right Triangle”. MathWorld.
- Wentworth, G.A. (1895). A Text-Book of Geometry. Ginn & Co.